# Tananarive Due
Œuvres principales
- Série Freaks
- Série African Immortals
- Série Tennyson Hardwick
- La Rose noire
- The Reformatory

Tananarive Priscilla Due, née le 5 janvier 1966 à Tallahassee en Floride, est une autrice et éducatrice américaine. Tananarive Due a remporté l'American Book Award pour son roman The Living Blood (en). Elle est également connue comme historienne du cinéma spécialisée dans l'horreur noire. Tananarive Due enseigne un cours à l'UCLA intitulé The Sunken Place: Racism, Survival and the Black Horror Aesthetic, qui se concentre sur le film de Jordan Peele Get Out.

## Biographie
Tananarive Due est née à Tallahassee en Floride ; elle est l'aînée des trois filles de la militante des droits civiques Patricia Stephens Due (en) et de l'avocat des droits civiques John D. Due Jr. Sa mère l'a nommée d'après le nom français d'Antananarivo, la capitale de Madagascar.
Tananarive Due a obtenu un BS en journalisme de la Medill School of Journalism (en) de l'Université Northwestern et une maîtrise en littérature anglaise, avec un accent sur la littérature nigériane, de l'Université de Leeds. À Northwestern, elle a vécu au Communications Residential College.

## Carrière
Tananarive Due travaillait comme journaliste et chroniqueuse pour le Miami Herald lorsqu'elle a écrit son premier roman, The Between (en) en 1995. Celui-ci, comme beaucoup de ses livres ultérieurs, faisait partie du genre surnaturel. Tananarive Due a également écrit La Rose noire (The Black Rose), une fiction historique sur Madam C. J. Walker (basée en partie sur des recherches menées par Alex Haley avant sa mort) et Freedom in the Family, une œuvre non romanesque sur la lutte pour les droits civiques. Elle a également contribué au roman humoristique Naked Came the Manatee (en), dans lequel divers auteurs de la région de Miami ont chacun contribué à des chapitres d'une parodie de mystère-thriller. Tananarive Due est également l'auteur de la série de romans African Immortals et des romans de Tennyson Hardwick.
Tananarive Due est membre de la faculté affiliée du programme de maîtrise en écriture créative de l'Antioch University Los Angeles (en) et est également titulaire d'une chaire Cosby dotée en sciences humaines au Spelman College (en) d'Atlanta.
Elle a développé un cours à UCLA intitulé The Sunken Place: Racism, Survival And The Black Horror Aesthetic, après la sortie du film Get Out en 2017. Le premier cours est devenu célèbre et incluait une visite de Peele.
Tananarive Due a été présenté dans le film documentaire de 2019 Horror Noire: A History of Black Horror (en) produit par Shudder.

## Vie privée
Tananarive Due est mariée à l'auteur Steven Barnes, qu'elle a rencontré en 1997 lors d'un panel de l'Université Clark Atlanta sur « l'imagination fantastique afro-américaine : Explorations dans la science-fiction, la fantaisie et l'horreur ». Le couple vit dans la région de Los Angeles, en Californie, avec leur fils, Jason.

## Œuvres

### SérieFreaks
Cette série est coécrite avec Steven Barnes.
1. (en) Devil's Wake, 2012
2. (en) Domino Falls, 2013

### SérieAfrican Immortals
1. (en) My Soul to Keep (en), 1997
2. (en) The Living Blood (en), 2001
3. (en) Blood Colony (en), 2008
4. (en) My Soul To Take, 2011

### SérieTennyson Hardwick
Cette série est coécrite avec Blair Underwood et Steven Barnes.
1. (en) Casanegra (en), 2007
2. (en) In the Night of the Heat, 2008
3. (en) From Cape Town with Love, 2010
4. (en) South by Southeast, 2012

### Romans indépendants
- (en) The Between, 1995
- (en) Naked Came the Manatee, 1996Chaque chapitre est écrit par un auteur de la région de Miami
- (en) The Good House (en), 2003
- (en) Joplin's Ghost, 2005
- (en) The Reformatory, 2023Prix Bram-Stoker du meilleur roman 2023, prix Shirley-Jackson 2023 et prix World Fantasy du meilleur roman 2024

### Recueils de nouvelles
- (en) Ghost Summer: Stories, 2015
- (en) The Wishing Pool and Other Stories, 2023

### Nouvelles
- Like Daughter, Dark Matter: A Century of Speculative Fiction from the African Diaspora (2000)
- Trial Day Mojo: Conjure Stories (en) (2003)
- Aftermoon, Dark Matter: Reading the Bones (2004)
- Senora Suerte, The Magazine of Fantasy & Science Fiction[9] (2006)
- The Lake (2011)
- Enhancement, Whose Future is It? (2018)[10]
- The Wishing Pool (2021)[11]
- Carriers, dans Vital : the futur of healthcare[12] 2022

### Autres travaux
- La Rose noire (The Black Rose), fiction historique sur Madam C. J. Walker[13] (2000)
- Liberté dans la famille: A Mother-Daughter Memoir of the Fight for Civil Rights (2003) (avec Patricia Stephens Due)
- Été fantôme (collection) (2015)

## Récompenses

### Distinctions
- NAACP Image Award pour In the Night of the Heat: A Tennyson Hardwick Novel (avec Blair Underwood et Steven Barnes).
- American Book Award pour The Living Blood.
- Carl Brandon Kindred Award 2008 pour la nouvelle Ghost Summer, parue dans l'anthologie The Ancestors[14].
- Prix British Fantasy du meilleur recueil de nouvelles 2016 pour Ghost Summer.
- Prix World Fantasy de la meilleure nouvelle 2023 pour Incident at Bear Creek Lodge.
- Prix Bram-Stoker du meilleur roman 2023 pour The Reformatory.
- Prix Shirley-Jackson 2023 pour The Reformatory.
- Prix World Fantasy du meilleur roman 2024 pour The Reformatory.

### Nominations
- Nommé au prix Bram-Stoker du meilleur premier roman pour The Between.
- Nommé au prix Bram-Stoker du meilleur roman pour My Soul to Keep[7].
- Nommé au NAACP Image Awards pour La Rose noire (The Black Rose).